# Restos de Nada
Restos de Nada est un groupe brésilien de punk rock, originaire de São Paulo, État de São Paulo.

## Histoire
Les origines du groupe remontent au Brésil d'avant-punk, plus précisément à Turma da Carolina (un groupe de rock de Vila Carolina, dans le district de Limão), où le mouvement punk brésilien fait ses premières vagues. Créés dans l'effervescence politique de l'époque, ils cherchaient dans l'existentialisme une raison de faire fuir leurs fantômes et de transformer leurs peurs en attitudes contre le statu quo imposé par le régime militaire, qui traquait impitoyablement ses ennemis.
Le 24 février 2013, le décès du fondateur et guitariste du groupe Restos de Nada est signalé, et le message suivant est posté sur le réseau social du groupe : « C'est avec une douleur indicible que le groupe Restos de Nada annonce le décès de son fondateur et guitariste Douglas Alves Viscaino. Repose en paix, grand ami ». Par la suite, le groupe cesse définitivement ses activités.

## Discographie
- 1987 : Restos de Nada (LP, Devil Discos)
- 2001 : Restos de Nada II (CD, indépendant)